# Collegio di Carlisle
Carlisle è un collegio elettorale situato in Cumbria, nel Nord Ovest dell'Inghilterra, e rappresentato alla Camera dei comuni del Parlamento del Regno Unito. Elegge un membro del parlamento con il sistema maggioritario a turno unico; l'attuale parlamentare è Julie Minns del Partito Laburista, che rappresenta il collegio dal 2024.

## Estensione

Carlisle dal 2010 al 2024

Il collegio di Carlisle copre la parte più popolata della città di Carlisle, in Cumbria. Copre anche l'area rurale del distretto di Carlisle a sud e ad ovest della città, incluso il villaggio di Dalston. Le restanti parti del distretto sono nel collegio di Penrith and The Border. Storicamente, il collegio era strettamente incluso nella città, che favorisce solitamente il Partito Laburista, ma si è gradualmente espanso per contenere più aree rurali all'interno del distretto, che è più tendente al Partito Conservatore. 
- 2010-2024: i ward elettorali di Carlisle di Belah, Belle Vue, Botcherby, Burgh, Castle, Currock, Dalston, Denton Holme, Harraby, Morton, St Aidans, Stanwix Urban, Upperby, Wetheral e Yewdale.
- dal 2024: i ward del Cumberland di Belah, Belle View, Botcherby, Brampton, Castle, Corby and Hayton, Currock, Dalston and Burgh, Denton Holme, Harraby North, Harraby South, Houghton and Irthington, Longtown, Morton, Stanwix Urban, Upperby, Wetheral e Yewdale.

## Membri del parlamento dal 1885
| Elezione | Elezione        | Deputato         | Partito            |
| -------- | --------------- | ---------------- | ------------------ |
|          | 1885            | Robert Ferguson  | Liberale           |
|          | 1886            | Robert Ferguson  | Liberale Unionista |
|          | 1886            | William Gully    | Liberale           |
|          | 1895            | William Gully    | Speaker            |
|          | 1905 (S)        | Frederick Chance | Liberale           |
| Gen 1910 | Richard Denman  |                  | Liberale           |
| 1918     | Theodore Carr   |                  | Liberale           |
|          | 1922            | George Middleton | Laburista          |
|          | 1924            | William Watson   | Conservatore       |
|          | 1929            | George Middleton | Laburista          |
|          | 1931            | Edward Spears    | Conservatore       |
|          | 1945            | Edgar Grierson   | Laburista          |
| 1950     | Alex Hargreaves |                  | Laburista          |
|          | 1955            | Donald Johnson   | Conservatore       |
|          | 1964            | Ronald Lewis     | Laburista          |
| 1987     | Eric Martlew    |                  | Laburista          |
|          | 2010            | John Stevenson   | Conservatore       |
|          | 2024            | Julie Minns      | Laburista          |

## Elezioni

### Elezioni negli anni 2020
| Partito                    | Partito                                           | Candidato                  | Risultati 4 luglio 2024 | Risultati 4 luglio 2024 |
| Partito                    | Partito                                           | Candidato                  | Voti                    | %                       |
| -------------------------- | ------------------------------------------------- | -------------------------- | ----------------------- | ----------------------- |
|                            | Laburista                                         | Julie Minns                | 18 129                  | 39,43                   |
|                            | Conservatore                                      | John Stevenson             | 12 929                  | 28,12                   |
|                            | Reform UK                                         | Stephen Ward               | 9 295                   | 20,22                   |
|                            | Lib Dem                                           | Brian Wernham              | 2 982                   | 6,49                    |
|                            | Verdi                                             | Gavin Hawkton              | 1 922                   | 4,18                    |
|                            | Indipendente                                      | Sean Clifford Reed         | 303                     | 0,66                    |
|                            | SDP                                               | Rachel Hayton              | 244                     | 0,53                    |
|                            | Indipendente                                      | Thomas Lynestrider         | 175                     | 0,38                    |
|                            |                                                   |                            |                         |                         |
| Iscritti                   | Iscritti                                          | Iscritti                   | 77 863                  | 100,00                  |
| ↳ Votanti (% su iscritti)  | ↳ Votanti (% su iscritti)                         | ↳ Votanti (% su iscritti)  | 45 979                  | 59,05                   |
| ↳ Astenuti (% su iscritti) | ↳ Astenuti (% su iscritti)                        | ↳ Astenuti (% su iscritti) | 31 884                  | 40,95                   |
|                            |                                                   |                            |                         |                         |
|                            | Esito: collegio passa da Conservatore a Laburista |                            |                         |                         |

### Elezioni negli anni 2010
| Partito                    | Partito                                   | Candidato                  | Risultati 12 dicembre 2019 | Risultati 12 dicembre 2019 |
| Partito                    | Partito                                   | Candidato                  | Voti                       | %                          |
| -------------------------- | ----------------------------------------- | -------------------------- | -------------------------- | -------------------------- |
|                            | Conservatore                              | John Stevenson             | 23 659                     | 55,18                      |
|                            | Laburista                                 | Ruth Alcroft               | 15 340                     | 35,78                      |
|                            | Lib Dem                                   | Julia Aglionby             | 2 829                      | 6,60                       |
|                            | UKIP                                      | Fiona Mills                | 1 045                      | 2,44                       |
|                            |                                           |                            |                            |                            |
| Iscritti                   | Iscritti                                  | Iscritti                   | 65 105                     | 100,00                     |
| ↳ Votanti (% su iscritti)  | ↳ Votanti (% su iscritti)                 | ↳ Votanti (% su iscritti)  | 42 873                     | 65,85                      |
| ↳ Astenuti (% su iscritti) | ↳ Astenuti (% su iscritti)                | ↳ Astenuti (% su iscritti) | 22 232                     | 34,15                      |
|                            |                                           |                            |                            |                            |
|                            | Esito: collegio confermato a Conservatore |                            |                            |                            |

| Partito                    | Partito                                   | Candidato                  | Risultati 8 giugno 2017 | Risultati 8 giugno 2017 |
| Partito                    | Partito                                   | Candidato                  | Voti                    | %                       |
| -------------------------- | ----------------------------------------- | -------------------------- | ----------------------- | ----------------------- |
|                            | Conservatore                              | John Stevenson             | 21 472                  | 49,88                   |
|                            | Laburista                                 | Ruth Alcroft               | 18 873                  | 43,84                   |
|                            | UKIP                                      | Fiona Mills                | 1 445                   | 3,36                    |
|                            | Lib Dem                                   | Peter Thornton             | 1 256                   | 2,92                    |
|                            |                                           |                            |                         |                         |
| Iscritti                   | Iscritti                                  | Iscritti                   | 62 295                  | 100,00                  |
| ↳ Votanti (% su iscritti)  | ↳ Votanti (% su iscritti)                 | ↳ Votanti (% su iscritti)  | 43 046                  | 69,10                   |
| ↳ Astenuti (% su iscritti) | ↳ Astenuti (% su iscritti)                | ↳ Astenuti (% su iscritti) | 19 249                  | 30,90                   |
|                            |                                           |                            |                         |                         |
|                            | Esito: collegio confermato a Conservatore |                            |                         |                         |

| Partito                    | Partito                                   | Candidato                  | Risultati 7 maggio 2015 | Risultati 7 maggio 2015 |
| Partito                    | Partito                                   | Candidato                  | Voti                    | %                       |
| -------------------------- | ----------------------------------------- | -------------------------- | ----------------------- | ----------------------- |
|                            | Conservatore                              | John Stevenson             | 18 873                  | 44,32                   |
|                            | Laburista                                 | Lee Sherriff               | 16 099                  | 37,80                   |
|                            | UKIP                                      | Fiona Mills                | 5 277                   | 12,39                   |
|                            | Verdi                                     | Helen Davison              | 1 125                   | 2,64                    |
|                            | Lib Dem                                   | Loraine Birchall           | 1 087                   | 2,55                    |
|                            | Indipendente                              | Alfred Okam                | 126                     | 0,30                    |
|                            |                                           |                            |                         |                         |
| Iscritti                   | Iscritti                                  | Iscritti                   | 65 822                  | 100,00                  |
| ↳ Votanti (% su iscritti)  | ↳ Votanti (% su iscritti)                 | ↳ Votanti (% su iscritti)  | 42 587                  | 64,70                   |
| ↳ Astenuti (% su iscritti) | ↳ Astenuti (% su iscritti)                | ↳ Astenuti (% su iscritti) | 23 235                  | 35,30                   |
|                            |                                           |                            |                         |                         |
|                            | Esito: collegio confermato a Conservatore |                            |                         |                         |

| Partito                    | Partito                                           | Candidato                  | Risultati 6 maggio 2010 | Risultati 6 maggio 2010 |
| Partito                    | Partito                                           | Candidato                  | Voti                    | %                       |
| -------------------------- | ------------------------------------------------- | -------------------------- | ----------------------- | ----------------------- |
|                            | Conservatore                                      | John Stevenson             | 16 589                  | 39,31                   |
|                            | Laburista                                         | Michael Boaden             | 15 736                  | 37,29                   |
|                            | Lib Dem                                           | Neil Hughes                | 6 567                   | 15,56                   |
|                            | BNP                                               | Paul Stafford              | 1 086                   | 2,57                    |
|                            | UKIP                                              | Michael Owen               | 969                     | 2,30                    |
|                            | Verdi                                             | John Reardon               | 614                     | 1,45                    |
|                            | TUSC                                              | John Metcalfe              | 376                     | 0,89                    |
|                            | Indipendente                                      | Peter Howe                 | 263                     | 0,62                    |
|                            |                                                   |                            |                         |                         |
| Iscritti                   | Iscritti                                          | Iscritti                   | 65 224                  | 100,00                  |
| ↳ Votanti (% su iscritti)  | ↳ Votanti (% su iscritti)                         | ↳ Votanti (% su iscritti)  | 42 200                  | 64,70                   |
| ↳ Astenuti (% su iscritti) | ↳ Astenuti (% su iscritti)                        | ↳ Astenuti (% su iscritti) | 23 024                  | 35,30                   |
|                            |                                                   |                            |                         |                         |
|                            | Esito: collegio passa da Laburista a Conservatore |                            |                         |                         |

### Elezioni negli anni 2000
| Partito                    | Partito                                | Candidato                  | Risultati 5 maggio 2005 | Risultati 5 maggio 2005 |
| Partito                    | Partito                                | Candidato                  | Voti                    | %                       |
| -------------------------- | -------------------------------------- | -------------------------- | ----------------------- | ----------------------- |
|                            | Laburista                              | Eric Martlew               | 17 019                  | 48,08                   |
|                            | Conservatore                           | Mike Mitchelson            | 11 324                  | 31,99                   |
|                            | Lib Dem                                | Steven Tweedie             | 5 916                   | 16,71                   |
|                            | UKIP                                   | Steven Cochrane            | 792                     | 2,24                    |
|                            | Legalise Cannabis                      | Lezley Gibson              | 343                     | 0,97                    |
|                            |                                        |                            |                         |                         |
| Iscritti                   | Iscritti                               | Iscritti                   | 60 393                  | 100,00                  |
| ↳ Votanti (% su iscritti)  | ↳ Votanti (% su iscritti)              | ↳ Votanti (% su iscritti)  | 35 934                  | 59,50                   |
| ↳ Astenuti (% su iscritti) | ↳ Astenuti (% su iscritti)             | ↳ Astenuti (% su iscritti) | 24 459                  | 40,50                   |
|                            |                                        |                            |                         |                         |
|                            | Esito: collegio confermato a Laburista |                            |                         |                         |

| Partito                    | Partito                                | Candidato                  | Risultati 7 giugno 2001 | Risultati 7 giugno 2001 |
| Partito                    | Partito                                | Candidato                  | Voti                    | %                       |
| -------------------------- | -------------------------------------- | -------------------------- | ----------------------- | ----------------------- |
|                            | Laburista                              | Eric Martlew               | 17 856                  | 51,15                   |
|                            | Conservatore                           | Mike Mitchelson            | 12 154                  | 34,82                   |
|                            | Lib Dem                                | John Guest                 | 4 076                   | 11,68                   |
|                            | Legalise Cannabis                      | Colin Paisley              | 554                     | 1,59                    |
|                            | Alleanza Socialista                    | Paul Wilcox                | 269                     | 0,77                    |
|                            |                                        |                            |                         |                         |
| Iscritti                   | Iscritti                               | Iscritti                   | 58 769                  | 100,00                  |
| ↳ Votanti (% su iscritti)  | ↳ Votanti (% su iscritti)              | ↳ Votanti (% su iscritti)  | 34 909                  | 59,40                   |
| ↳ Astenuti (% su iscritti) | ↳ Astenuti (% su iscritti)             | ↳ Astenuti (% su iscritti) | 23 860                  | 40,60                   |
|                            |                                        |                            |                         |                         |
|                            | Esito: collegio confermato a Laburista |                            |                         |                         |

## Risultati dei referendum

### Referendum sulla permanenza del Regno Unito nell'Unione europea del 2016
|             | Collegio | Lasciare UE % | Rimanere in UE % |
| ----------- | -------- | ------------- | ---------------- |
|             | Carlisle | 60,3%         | 39,6%            |
| Inghilterra | 53,3%    | 46,7%         |                  |
| Regno Unito | 51,9%    | 48,1%         |                  |